# Hannes Obererlacher
Hannes Obererlacher, né le 27 décembre 1962 à Ginzling, est un biathlète autrichien.

## Biographie
Il fait ses débuts en Coupe du monde en 1991 à Ruhpolding. Il rentre dans le top trente deux ans plus tard à Pokljuka. En 1994, il signe son meilleur résultat individuel avec une huitième place sur le sprint de Ruhpolding. Trois ans plus tard, il gagne une épreuve par équipes aussi à Ruhpolding avec Reinhard Neuner, Ludwig Gredler et Wolfgang Perner, pour son unique victoire internationale. Il a concouru à cinq éditions des Championnats du monde, obtenant comme meilleur résultat une quatrième place à la course par équipes en 1993. Il prend sa retraite sportive en 1997.

## Palmarès

### Championnats du monde
| Mondiaux \ Épreuve      | individuel     | Sprint         | Poursuite                        | Relais         | Course par équipes |
| 1993 Borovets           | -              | -              | Épreuve inexistante à cette date | -              | 4e                 |
| 1994 Canmore            | JO Lillehammer | JO Lillehammer | Épreuve inexistante à cette date | JO Lillehammer | 6e                 |
| 1995 Antholz Anterselva | 35e            | 60e            | Épreuve inexistante à cette date | 9e             | —                  |
| 1996 Ruhpolding         | 35e            | -              | Épreuve inexistante à cette date | 8e             | —                  |
| 1997 Osrblie            | -              | 67e            | -                                | -              | 19e                |

Légende :

 : épreuve inexistante à cette date

— : pas de participation à cette épreuve

### Coupe du monde
- Meilleur résultat individuel : 8e.
- 1 victoire en course par équipes.
- 1 podium en relais : 1 troisième place.